# بانک اسلامی الامانه
بانک اسلامی الامانه (انگلیسی: Al-Amanah Islamic Bank) شرکت خدمات مالی و بانکداری فیلیپینی است، که در سال ۱۹۷۳ تأسیس شد.